# Michel Durand-Delga
Michel Durand-Delga, né le 18 mai 1923 à Gaillac et mort le 19 août 2012 à Fontainebleau, est un géologue français et un historien de la géologie.

## Biographie

### Enfance et études
Michel Durand-Delga nait le 18 mai 1923 au château Durand-Delga à Gaillac, demeure bâtie par son grand-père Adrien Durand (1841-1899).
Son père Émile Durand (1882-1962) fait adjoindre le patronyme "Delga" au sien en hommage aux frères Delga, parents de la famille. Ceux-ci étaient des officiers napoléoniens originaires de Gaillac et morts au champs d'honneur. Sa mère, Marthe Cassan (1894-1969), est également issue d'une famille aisée gaillacoise. Cousin du géologue et spéléologue Bernard Gèze (1913-1996), ce dernier l'initie dès son enfance à la géologie en explorant le Quercy et la Montagne Noire.
Il commence sa scolarité dans la Tarn, à Gaillac, Valence d’Albigeois et Albi, où il obtient son baccalauréat en 1940. Il passe sa licence à Toulouse et publie ses premières notes de géologie avec son cousin.

### Seconde Guerre mondiale et Résistance
En 1943, envoyé en Corrèze pour un chantier de jeunesse, il s'enfuit vers l'Espagne lors d'une permission (le 1er novembre). Il passe par Saint-Girons, Luzenac et le Col de la Pale de la Clauère. Après trois nuits de clandestinité, il est arrêté par la Guardia Civil, détenu à Lérida et Miranda de Ebro, et peut finalement embarquer à Malaga en direction de Casablanca.
Il rejoint les Forces Françaises Libres au sein du 37e régiment du génie à Port Lyautey, puis intègre les Commandos de France à Sidi Ferruch. Parachutiste, il embarque pour Toulon et participe aux libérations de Belfort, de Mulhouse et de Strasbourg. On le retrouve à la réduction de la poche de Colmar (février 1945) puis en Bavière.
Il est décoré de la médaille des évadés, de la Croix de Guerre 1939-1945 et de la Croix du combattant volontaire de la guerre de 1939-1945.
Il est démobilisé en 1945.

### Carrière universitaire
Après la guerre, Michel Durand-Delga rejoint le laboratoire de Géologie du Collège de France sous la direction de Paul Fallot. Il y est préparateur de 1945 à 1947 et y commence une thèse sur la géologie du massif de Mouthoumet dans les Corbières. Il ne la termine pas et change de sujet pour s'intéresser à la chaîne numidique dans le nord du Constantinois.
En 1947, il devient chef de travaux à l'INA, puis en 1955 à la Sorbonne. Il est maître de conférences à la Sorbonne en 1958, professeur sans chaire en 1960 et titulaire de chaire en 1963. En 1972, il devient professeur et patron du laboratoire de géologie méditerranéenne à l'Université de Toulouse. Il devient professeur émérite en 1986.
Il préside la section géologie du Comité national du CNRS de 1971 à 1976.
Il préside la Société géologique de France  en 1975.
Il est élu Membre correspondant de l'Académie des Sciences de France en 1980. Après sa mort, un colloque scientifique a été organisé en son honneur par l'Académie des sciences, les 3 et 4 décembre 2013.
Il est membre, puis membre d'honneur (2002) du conseil d'administration de l'INHIGEO (en).

## Travaux scientifiques
Il s'intéresse à la géologie et à la tectonique des chaînes alpines autour de la Méditerranée occidentale : l'Atlas marocain, des Cordillères Bétiques, de Gibraltar, de la partie orientale des Pyrénées et de la Corse. C'est un géologue de terrain qui fait des cartes extrêmement précises au 1/25 000ème. En paléontologie, il est spécialiste des calpionelles.
Il écrit des biographies de grands géologues, notamment de Jules Marcou, de Ami Boué et de Marcel Bertrand. Il écrit différents articles sur l'affaire Deprat, qui est la plus importante erreur judiciaire de l'histoire en sciences géologiques, puisqu'elle a conduit à évincer Jacques Deprat de la fonction publique pour forfaiture, alors que l'intéressé était totalement innocent des chefs d'accusation ; ces articles lui ont valu le prix Wegmann de la Société géologique de France et ont permis de réhabiliter Deprat après sa mort,.

## Distinctions
- Chevalier de la Légion d'honneur
- Officier de l'ordre des Palmes académiques
- Croix de guerre 1939-1945
- Croix du combattant volontaire de la guerre de 1939-1945
- Médaille des évadés
- Lauréat de l’Académie des sciences (1956)
- Prix Prestwich de la Société géologique de France (1972)
- Prix Wegmann de la Société géologique de France (2004)
- Médaille d'honneur de l'université de Université Saint-Clément-d'Ohrid de Sofia (Bulgarie) (1994)
- Golden Jurassic Ammonite Award décerné par l'International Geological Correlation Programme (IGCP) (en) (2008)[9]
- Docteur honoris causa des universités de Cagliari et de Grenade
- Membre correspondant de l'Académie des Sciences de France (1980)[10], section des Sciences de l'univers
- Président de la Société géologique de France (1975)
- Membre de l'Académie polonaise des arts et sciences, de l'Académie hongroise des sciences, de l'Académie roumaine[2]
- Membre d'honneur de la Société géologique de Pologne, de la Société tchécoslovaque de géologie et de minéralogie, et de la Société géologique de Bulgarie[2]

## Principales œuvres

### Géologie
- Étude géologique de l’Ouest de la chaîne numidique, thèse de doctorat à la Sorbonne, 1955
- Livre à la mémoire du Prof. Paul Fallot consacré à l'Évolution paléogéographique et structurale des domaines méditerranéens et alpins d'Europe, janvier 1963, 718 pages, édité par la Société géologique de France
- Situation structurale et nature ophiolitique de roches basiques jurassiques associées aux flyschs maghrébins du Rif (Maroc) et de Sicile (Italie), in Comptes rendus de l'Académie des sciences, Volume 331, issue 1, 15 juillet 2000, p. 29-38
- Homologies géologiques entre les deux rives du detroit de Gibraltar, avec Jean Didon et Jacques Kornprobst, in Bulletin de la Société Géologique de France (1973) S7-XV (2), p. 77–105

### Histoire de la géologie
- Jules Marcou, précurseur français de la géologie nord-américaine, Paris: L’Harmattan, 2002 (avec Richard Moreau)
- Marcel Bertrand, génie de la tectonique, Paris: Presse des Mines, 2010